# Edoardo Molinari
Edoardo Molinari (Torino, 11 febbraio 1981) è un golfista italiano.
È il fratello maggiore 
di Francesco Molinari.

## Biografia
Ha avuto una brillante carriera amatoriale, vincendo diversi campionati nazionali. Nel 2005 divenne il primo italiano e il primo golfista europeo a vincere il campionato US Amateur. Come risultato per quella vittoria si è qualificato per giocare nel 2006 al  Augusta Masters, US Open e British Open. Il fratello minore Francesco è anch'egli un giocatore di golf professionista.
È diventato professionista nel 2006 dopo la laurea al Politecnico di Torino in ingegneria. Nel 2007 ha vinto il Masters Club Colombia e il Kenya Open. Ha conquistando il suo terzo titolo professionale al Piemonte Open a maggio del 2009, tenutosi a Torino. Ha anche vinto il Kazakhstan Open di settembre e la Italian Federation Cup nel mese di ottobre. Al termine della stagione 2009 si classifica primo nell'ordine di merito del Challenge Tour e ottiene la carta per partecipare nel 2010 ai tornei dell'European Tour.

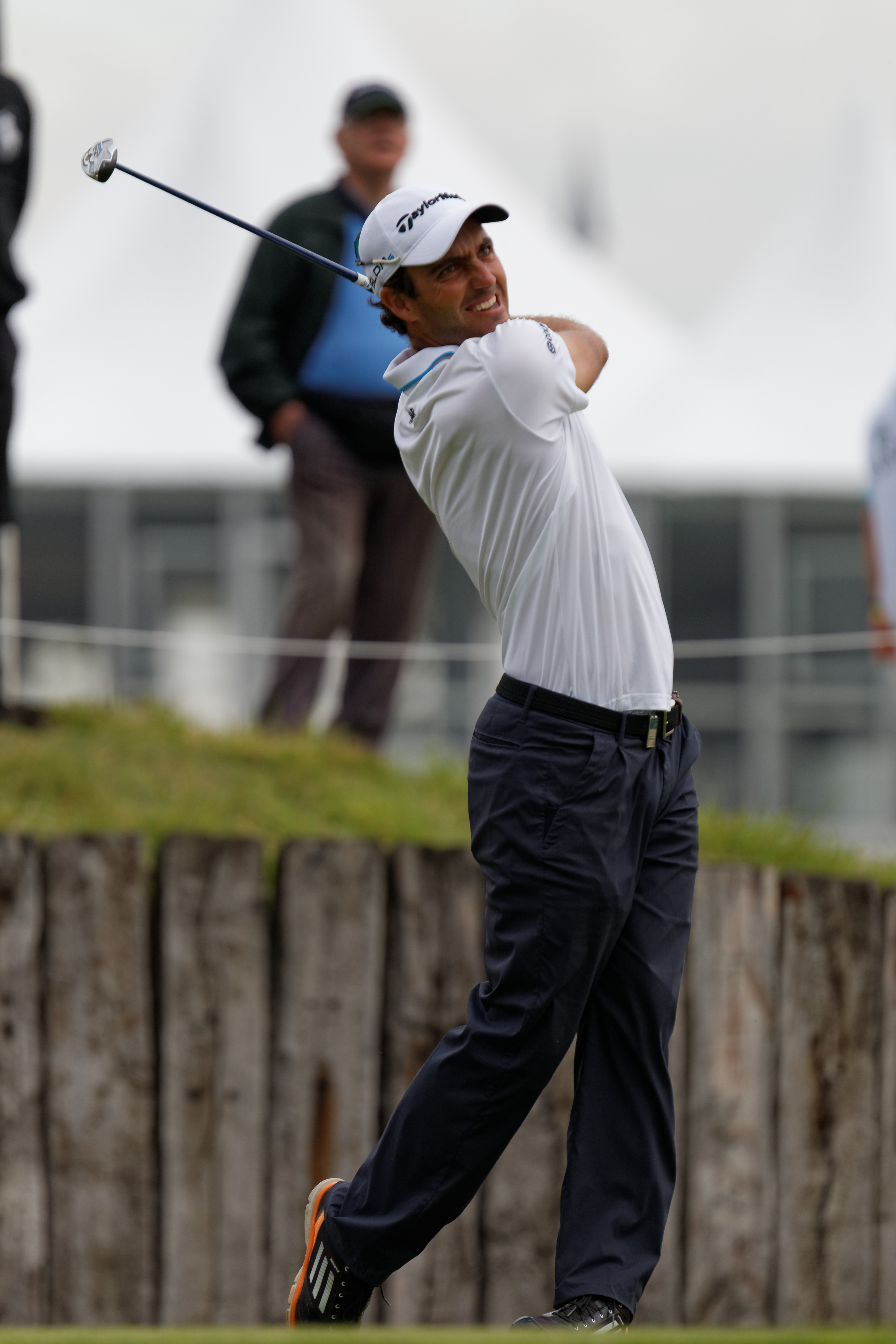
Molinari nel 2014

Il 29 novembre 2009, Molinari, insieme al fratello minore Francesco ha portato in Italia la Coppa del Mondo vinta all'Omega Mission Hills World Cup in Cina.
L'11 luglio 2010 vince l'Open di Scozia sul percorso di Loch Lomond precedendo il nordirlandese Darren Clarke e il francese Raphaël Jaquelin.
Il 29 agosto 2010 vince il Johnny Walker Championship davanti a Brett Rumford e a suo fratello Francesco.
Dal 1 al 4 ottobre 2010 ha fatto parte della squadra europea di Ryder Cup che ha conquistato la Ryder Cup 2010 al Celtic Manor in Galles.
Il 16 aprile 2017, dopo 7 anni senza una vittoria sullo European Tour, vince l'Hassan II Golf Trophy battendo l'irlandese Paul Dunne al Play-off.

## Vittorie in carriera

### Amatore
- 1996 English Boys Under 16 Championship
- 2001 Italian Amateur Championship
- 2002 Italian Amateur Foursomes Championship (con Francesco Molinari)
- 2003 Turkish Amateur Open Championship
- 2004 Italian Amateur Foursomes Championship (con Francesco Molinari)
- 2005 U.S. Amateur Championship

### Professionista

#### Vittorie sul Challenge Tour
| Nr. | Data         | Torneo                 | Punteggio             | Margine | Secondo classificato |
| --- | ------------ | ---------------------- | --------------------- | ------- | -------------------- |
| 1   | 4 Feb. 2007  | Club Colombia Masters  | -5 (69-69-72-69=279)  | Playoff | Gustavo Mendoza      |
| 2   | 11 Mar. 2007 | Tusker Kenya Open      | -6 (68-69-67-70=274)  | 1 colpo | James Kamte          |
| 3   | 23 Mag. 2009 | Piemonte Open          | -18 (67-67-66-70=270) | 4 colpi | Gary Boyd            |
| 4   | 20 Set. 2009 | Kazakistan Open        | -20 (67-67-66-68=268) | 3 colpi | Chris Gane           |
| 5   | 24 Ott. 2009 | Italian Federation Cup | -21 (66-67-68-66=267) | 1 colpo | Nicolas Colsaerts    |

#### Vittorie sul Japan Tour
| Nr. | Data         | Torneo                    | Punteggio             | Margine | Secondo classificato |
| --- | ------------ | ------------------------- | --------------------- | ------- | -------------------- |
| 1   | 22 Nov. 2009 | Dunlop Phoenix Tournament | -13 (70-66-69-66=271) | Playoff | Robert Karlsson      |

#### Vittorie sullo European Tour
| Nr. | Data         | Torneo                      | Punteggio             | Margine | Secondo classificato |
| --- | ------------ | --------------------------- | --------------------- | ------- | -------------------- |
| 1   | 11 Lug. 2010 | Barclays Scottish Open      | -12 (66-69-63-74=272) | 3 colpi | Darren Clarke        |
| 2   | 29 Ago. 2010 | Johnnie Walker Championship | -10 (70-68-69-71=278) | 1 colpo | Brett Rumford        |
| 3   | 16 Apr. 2017 | Trofeo Hassan II            | -9 (71-74-70-68=283)  | Playoff | Paul Dunne           |

#### Vittorie a squadre
| Nr. | Data         | Torneo                        | Compagno/i         | Punteggio             | Margine | Secondo Classificato              |
| --- | ------------ | ----------------------------- | ------------------ | --------------------- | ------- | --------------------------------- |
| 1   | 29 Nov. 2009 | Omega Mission Hills World Cup | Francesco Molinari | -29 (64-66-61-68=259) | 1 colpo | Stenson-Karlsson McIlroy-McDowell |
| 2   | 4 Ott. 2010  | Ryder Cup                     | Europa             | 14 ½                  | 1 punto | Team USA                          |